# Municipio Comondú
Koordinaten: 25° 0′ N, 112° 0′ W
Die Gemeinde (municipio) Comondú liegt in der Mitte des mexikanischen Bundesstaates Baja California Sur. Das Municipio hatte zur Volkszählung 2010 insgesamt 70.816 Einwohner, seine Fläche beläuft sich auf 18.368 km². Hauptort und größter Ort des Municipios ist Ciudad Constitución. 

## Geographie
Das Municipio Comondú liegt auf bis zu 1000 m Höhe und zählt zur Gänze zur physiographischen Provinz der Halbinsel Niederkalifornien. Die Geologie des Municipios setzt sich zusammen aus über 40 % Sedimentgestein, etwa 25 % Extrusivgestein, 19 % äolischem Sediment und 8 % Alluvionen. Vorherrschende Bodentypen mit jeweils 16 bis 20 Prozent der Gemeindefläche sind Leptosol, Calcisol, Arenosol und Regosol. Fast 90 % des Municipios sind von Gestrüpplandschaft bedeckt, gut 7 % dienen dem Ackerbau.
Das Municipio Comondú grenzt an die Municipios Loreto, La Paz und Mulegé sowie an den Pazifik und den Golf von Kalifornien.

## Bevölkerung
Das Municipio zählt laut Zensus 2010 70.816 Einwohner in etwa 19.000 Wohneinheiten. Davon wurden 828 Personen als Sprecher einer indigenen Sprache registriert, darunter 297 Sprecher des Nahuatl und 289 Sprecher des Mixtekischen. Etwa 5,4 % der Bevölkerung waren Analphabeten. 29.846 Einwohner wurden als Erwerbspersonen registriert, wovon ca. 70 % Männer bzw. 2,1 % arbeitslos waren. 6,5 % der Bevölkerung lebten in extremer Armut.

## Gliederung
Die Gemeinde gliedert sich in acht delegaciones. Diese untergliedern sich weiter in 33 subdelegaciones.

## Ortschaften
Das Municipio Comondú umfasst 651 bewohnte localidades, von denen vom INEGI neben dem Hauptort auch Ciudad Insurgentes, Puerto San Carlos und El Potrillo als urban klassifiziert sind. Sechs Orte wiesen beim Zensus 2010 eine Einwohnerzahl von über 1000 auf, 620 Orte hatten weniger als 100 Einwohner. Die größten Orte sind:
| Ortschaft (Localidad)      | Bevölkerung 2010 |
| -------------------------- | ---------------- |
| Ciudad Constitución        | 40.935           |
| Ciudad Insurgentes         | 8.741            |
| Puerto San Carlos          | 5.538            |
| Puerto Adolfo López Mateos | 2.212            |
| Villa Ignacio Zaragoza     | 1.266            |
| Villa Morelos              | 1.153            |
| Benito Juárez              | 900              |

## Sehenswürdigkeiten
Die spanischen Missionen San José de Comondú und San Luis Gonzaga befinden sich in diesem Municipios. Die Rocas Alijos, eine Reihe winziger Felsinseln, befinden sich etwa 300 km westlich der Küste und gehören ebenso noch zum Gemeindegebiet wie die Isla San Diego im Golf von Kalifornien.